# Ernährung des Menschen

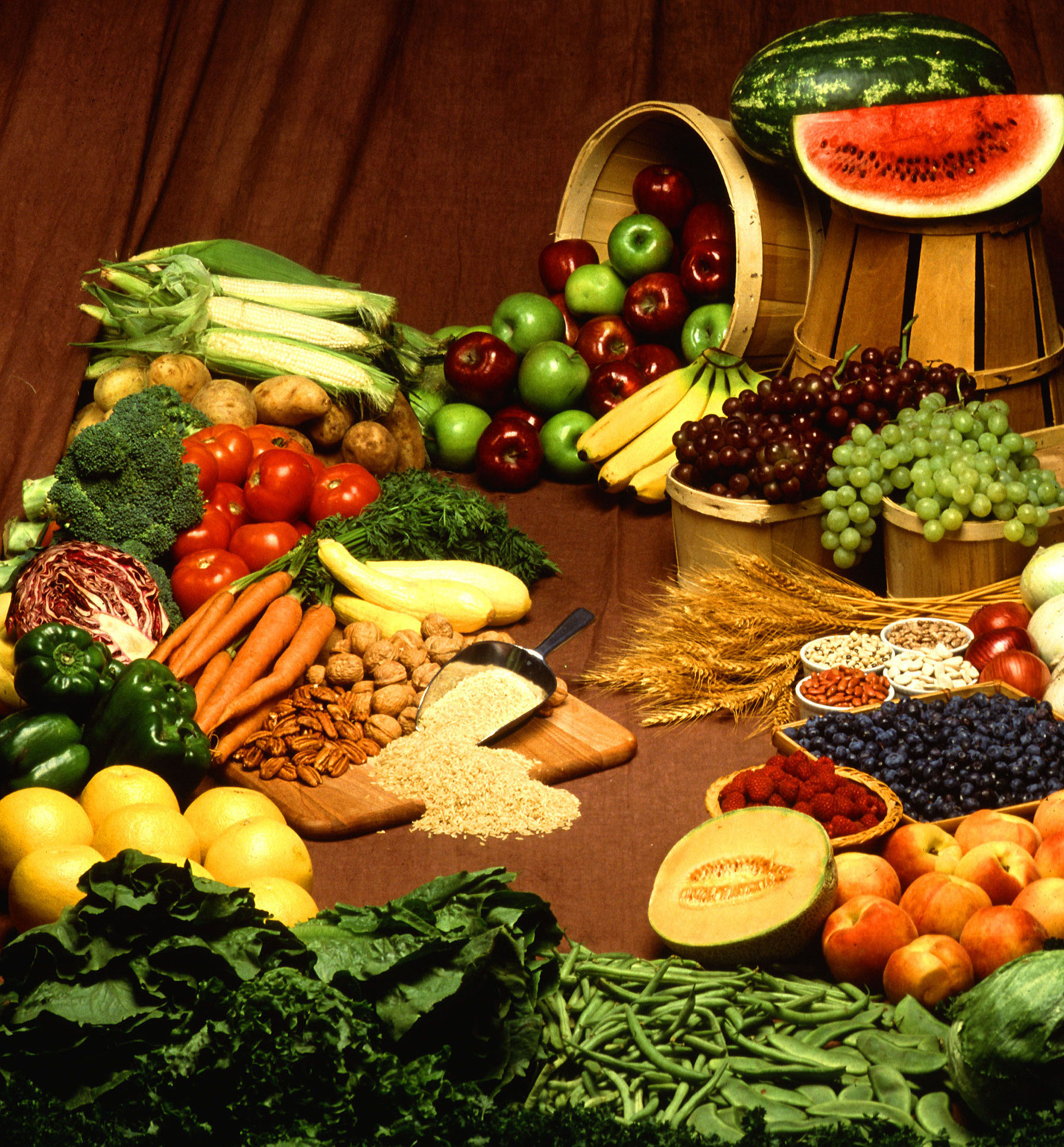
Pflanzliche Lebensmittel

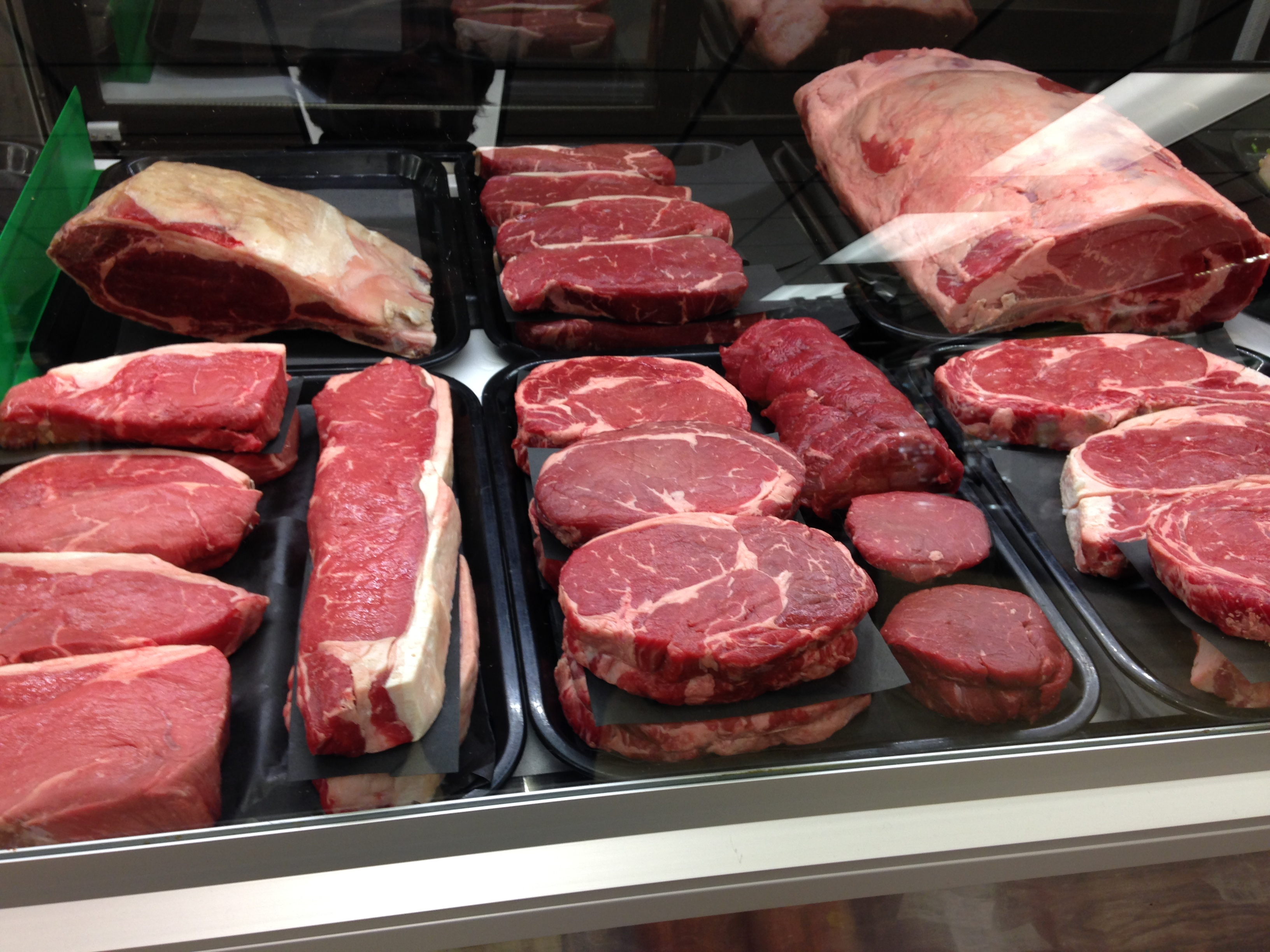
Tierische Lebensmittel

Die Ernährung des Menschen beruht auf der Zufuhr von Lebensmitteln. Zu diesem Oberbegriff gehören Nahrungsmittel, Getränke und Trinkwasser. Nahrungsmittel und Getränke enthalten Makronährstoffe (Proteine, Fette und Kohlenhydrate) und somit auch Nahrungsenergie. Im Unterschied dazu besteht Trinkwasser lediglich aus Wasser mit darin enthaltenen Mikronährstoffen.
Die menschliche Ernährung beeinflusst auch das körperliche, geistige, physiologische und soziale Wohlbefinden. Der bewusste Umgang mit der Zufuhr von Nahrung ist zudem ein weit verbreiteter Bestandteil der menschlichen Kulturen und vieler Religionen und Weltanschauungen.
Zur Ernährung des Menschen tragen Rohkost und gegarte Nahrungsmittel bei, die frisch oder konserviert sein können. Fehlfunktionen bei der Nahrungsaufnahme werden als Ernährungsstörungen bezeichnet. Die wissenschaftlichen Grundlagen der Ernährung des Menschen werden insbesondere von der Ernährungswissenschaft erforscht und u. a. im Studienfach Ökotrophologie vermittelt.

## Ernährung im Verlauf der Evolution des Menschen
Der heutige Mensch ernährt sich zumeist omnivor, jedoch auch vegetarisch oder vegan. Belege für den Anteil tierischer und pflanzlicher Nahrung bei fossilen Arten können zum Beispiel durch eine Isotopenuntersuchung von Zinkisotopen im Zahnschmelz erbracht werden. Auch anhand des Knochenkollagens lässt sich bei einem menschlichen Skelett der ungefähre Anteil an tierischer oder pflanzlicher beziehungsweise maritimer oder kontinentaler Ernährung bestimmen.

### Frühe Verwandte der Vorfahren des Menschen

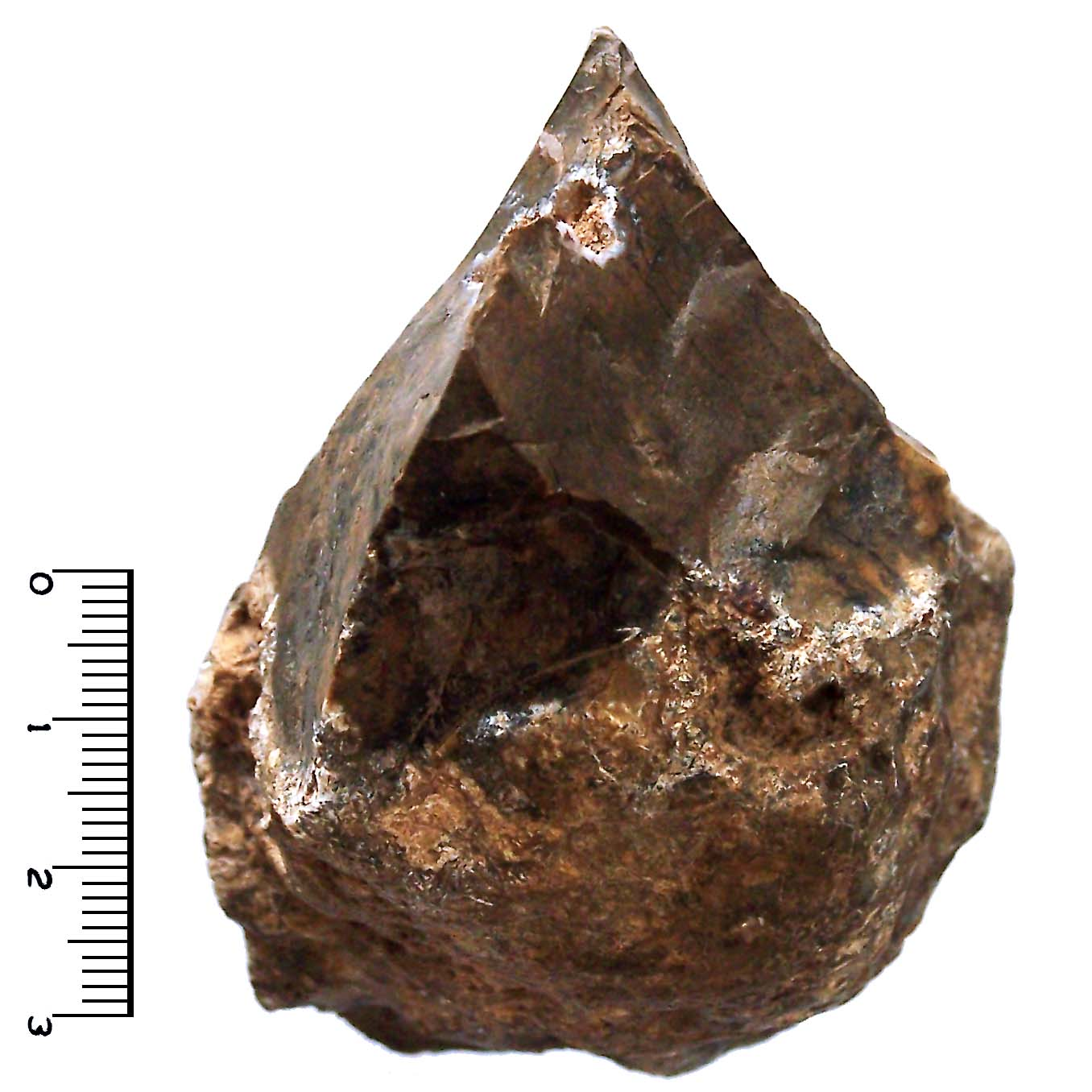
Frühes Steingerät vom Oldowan-Typ

Aus dem Abrieb und aus anderen Merkmalen ihrer Zähne wurde geschlossen, dass die frühen Vertreter der Hominini (Australopithecus anamensis, Australopithecus afarensis, Australopithecus africanus und Homo rudolfensis) sich vor rund 3 bis 4 Millionen Jahren von einer überwiegend pflanzlichen Kost ernährten, vergleichbar mit den heutigen Pavianen; zudem wurde postuliert, dass das Ausgraben von unterirdischen pflanzlichen Speicherorganen – das auch von Schimpansen (Pan troglodytes) bekannt ist – Einfluss auf den Verlauf der frühen Stammesgeschichte der Hominini nahm. Jedoch dauerte bereits bei den frühesten Vertretern der Gattung Homo die Säuglingsphase wohl deutlich länger als bei Australopithecus und Paranthropus.
Frühe Hinweise auf Fleischverzehr sind 2,4 Millionen Jahre alte Schnittspuren an fossilen Knochen von der Fundstelle Ain Boucherit in Algerien. Jedoch wird heute erst Homo habilis zugeschrieben (mit dessen rund 2 Millionen Jahre alten Fossilien auch Steinwerkzeuge und als gesichert geltende Schnittspuren an Knochen gefunden wurden), dass er in etwas größerem Maße als die Individuen früherer Arten der Hominini das Fleisch großer Wirbeltiere verzehrt hat. Offenbar wurden damals mit Hilfe von Steinwerkzeugen zusätzliche Nahrungsquellen – Fleisch und Knochenmark – erschlossen. Dies geht jedenfalls aus 1,95 Millionen Jahre alten Knochenfunden hervor, die in Kenia geborgen wurden und bezeugen, dass damals bereits neben Antilopenfleisch auch das Fleisch zahlreicher im Wasser lebender Tiere – darunter Schildkröten, Krokodile und Fische – verzehrt wurde. Hyperostotische Veränderungen am rund 1,7 Millionen Jahre alten Fossil KNM-ER 1808 von Homo erectus wurden auf den Verzehr großer Mengen Fleischfresser-Leber zurückgeführt, und die ebenfalls krankhaften Veränderungen an einem 1,5 Millionen Jahre alten, den Hominini zugeschriebenen Schädelknochen eines Kleinkindes (Olduvai Hominid OH 81) wurden als Folge einer Anämie interpretiert, einer Erkrankung, die mit Eisenmangel in Verbindung gebracht wird. Hier gibt es Spekulationen, diese Anämie könnte darauf hinweisen, dass zu diesem Zeitpunkt bereits eine Anpassung an einen regelmäßigen Verzehr von Fleisch stattgefunden habe.
Gestützt werden diese Interpretationen durch eine Studie, in der diverse physiologische und genetische Besonderheiten des anatomisch modernen Menschen – im Vergleich mit anderen Primaten – analysiert wurden. So sei der Säuregehalt des Magens bei Fleischfressern deutlich höher als bei Pflanzenfressern – und beim Menschen sogar höher als bei vielen anderen Fleischfressern. Dies sei vermutlich dem Umstand geschuldet, dass die Magensäure potentiell krankmachende Bakterien auf Fleisch abtötet. Auch unterscheide sich die Einlagerung von Fettvorräten in die Körperzellen – auch hierbei ähnele der Mensch anderen Fleischfressern. Den Forschern zufolge weitete sich der Fleischverzehr – beginnend vor rund 2 Millionen Jahren – allmählich aus und erreichte seinen Höhepunkt bei Homo erectus. Spätestens im Jungpaläolithikum sei eine Umkehr dieses Prozesses zu beobachten, der sich in der Mittelsteinzeit (das ist in Europa die Periode nach dem Ende der letzten großen Vereisung) verstärkte und in der Jungsteinzeit, mit Beginn des Ackerbaus, seinen Höhepunkt fand. Die Forscher vermuten aufgrund ihrer und früherer Befunde, dass der anatomisch moderne Mensch erst in stammesgeschichtlich jüngster Zeit – seit rund 85.000 Jahren – zunehmend pflanzliche Kost für seine Ernährung genutzt hat; hierfür sprächen auch die Funde von Steingeräten, die zur Verarbeitung von Pflanzenmaterial tauglich waren.
Im Verlauf der Stammesgeschichte des Menschen, insbesondere in der Spätphase des Homo erectus, nahm das Hirnvolumen immer weiter zu. Homo erectus hatte zudem bereits vor rund 1 Million Jahren den Umgang mit Feuer gelernt und begonnen es zur Erschließung zusätzlicher Nahrungsquellen zu nutzen. In der auf ein Alter von 780.000 Jahre datierten Fundstätte Gesher Benot Ya’aqov in Israel wurden tausende Überreste von Fischen geborgen, deren Untersuchung den Schluss zuließ, dass die Fische nicht in offenem Feuer gegart worden waren, sondern durch Kochen. Dies sei „der früheste Beweis für das Kochen durch Homininen“.
Viele Wissenschaftler gehen von einem erhöhten Bedarf an Proteinen in dieser Phase aus, die in tierischer Kost leichter zugänglich sind. Zugleich musste das Gehirn vermehrt mit Glucose versorgt werden, weshalb der Zugang zu stärkehaltiger Nahrung ebenfalls eine wichtige Rolle gespielt haben dürfte. Welches Gewicht bei der Gehirnentwicklung dem Fleisch- und welches dem Stärkekonsum zukam, wird kontrovers diskutiert. Erschwert wird die Klärung dadurch, dass sich Pflanzenmaterial grundsätzlich weniger gut erhält, während Knochenfunde sehr viel länger auffindbar bleiben. Im Jahr 2021 veröffentlichte Analysen des Zahnbelags von fossilen Zähnen deuten darauf hin, dass stärkereiche Nahrung, möglicherweise durch Kochen modifiziert, bereits vor mindestens 600.000 Jahren, also in der Spätphase des afrikanischen Homo erectus, verzehrt wurde. Die Autoren sehen darin einen Beleg für die wichtige Rolle, die stärkehaltige Nahrung bei der Evolution des menschlichen Gehirns gespielt hat. Vergleichbare Befunde waren zuvor auch für Neandertaler, die engsten Verwandten des Homo sapiens, beschrieben worden.

### Rolle des Jagens
Spätestens vor 450.000 Jahren gab es Jagdaktivitäten, wie Funde von Waffenresten von Homo heidelbergensis in Europa eindeutig belegen. Es wird ein stetig wachsender Fleischanteil in der Ernährung vermutet, was in der Fachwelt aber nicht unwidersprochen ist. Zum einen könnten Knollen und Zwiebeln doch einen höheren Anteil an der Nahrung des späten Homo erectus (= Homo heidelbergensis) gehabt haben, zum anderen könnte vor allem das Sammeln und Fangen von Kleintieren, wie Nager oder Schildkröten, zur Deckung des Nahrungsbedarfs gedient haben. Womöglich wird die Bedeutung der Jagd also überschätzt. An Funden aus der Höhle von Arago bei Tautavel in Südfrankreich wurde beispielsweise die Abnutzung der Zähne von Homo heidelbergensis mikroskopisch untersucht. Die Ergebnisse ließen auf eine raue Nahrung schließen, die zu mindestens 80 Prozent aus pflanzlichen Anteilen bestand. Zu beachten ist hier, dass aus dem europäischen Homo heidelbergensis zwar der Neandertaler hervorging, nicht aber der anatomisch moderne Mensch (Homo sapiens). Jedoch wird dem afrikanischen Homo rhodesiensis, der vermutlich zum Formenkreis des sogenannten archaischen Homo sapiens gehört, wegen seiner stark abgenutzten Zähne ebenfalls der Verzehr von überwiegend sehr rauer pflanzlicher Nahrung zugeschrieben. Die meisten Untersuchungen bestätigen die vorwiegend pflanzliche Kost der Steinzeitmenschen von den Tropen bis in die kühlgemäßigte Klimazone.
Eine Meta-Studie aus dem Jahr 2022 betrachtete archäologische Studien zu Homo erectus-Funden aus 9 Ausgrabungsgebieten in Afrika. Dabei zeigte sich, dass bei der „meat made us human“-These, nach der Beweise für vorwiegend fleischliche Kost gesucht wurde, ein Stichprobenfehler vorliegt. Nach Korrektur dieses Stichprobenfehlers zeigten sich für Homo erectus keine Beweise mehr für eine vermehrt fleischliche Kost.
Die mehr als 150.000 Jahre alten Hinterlassenschaften der afrikanischen Pinnacle-Point-Menschen verweisen auf eine intensive Nutzung von Meeresfrüchten. Der älteste Beleg für Fischfang auf dem offenen Meer stammt aus Osttimor und wurde auf ein Alter von 42.000 Jahren datiert.

### Der anatomisch moderne Mensch
Nach heutigem Kenntnisstand des Verlaufs der Hominisation ist der anatomisch moderne Mensch (Homo sapiens) demnach „von Natur aus“ weder ein reiner Fleischfresser (Carnivore) noch ein reiner Pflanzenfresser (Herbivore), sondern ein Allesfresser (Omnivore). Frühe Belege für den Verzehr gekochter, unterirdischer Pflanzenteile fand man in 170.000 Jahre alten Bodenschichten der Border Cave in Südafrika. Ethnographische Auswertungen von weltweit 229 heute noch existierenden Jäger- und Sammlervölkern ergab, dass der Anteil pflanzlicher Kost zwischen 0 und 85 % variiert, während tierische Nahrung einen Beitrag von 15 bis 100 % leistet. Diese enorme Bandbreite der Lebensmittelauswahl ist auf die unterschiedlichen geographischen und klimatischen Lebensverhältnisse zurückzuführen. Die omnivore Lebensweise erleichterte es dem modernen Menschen, sich nahezu jedes Ökosystem der Erde als Lebensraum zu erschließen. Während sich einige kleinere Bevölkerungsgruppen wie die Evenki in Sibirien, die Eskimos und die Massai auch heute noch überwiegend fleischlich ernähren, leben große Teile der südasiatischen Bevölkerung sowie einige Völker in den Anden in erster Linie von pflanzlichen Nahrungsmitteln; die Analyse von rund 6000 bis 9000 Jahre alten (Cal BP) Knochenfunden aus dem peruanischen Altiplano ergab im Jahr 2024, dass dort damals 70 bis 95 % der Nahrung aus Pflanzen bestand.
Vor rund 10.000 Jahren führte die Verbreitung des Ackerbaus zur sogenannten neolithischen Revolution. Diese kulturell äußerst bedeutsame Entwicklung ging einher mit der Sesshaftigkeit und führte durch die planvolle Nutzung der Natur zu einer größeren Unabhängigkeit von äußeren Bedingungen. Teilweise verschlechterte dies allerdings die Ernährungslage der Menschen durch eine drastische Verengung des Nahrungsangebots auf wenige Feldfrüchte.

### Heutige Ernährung

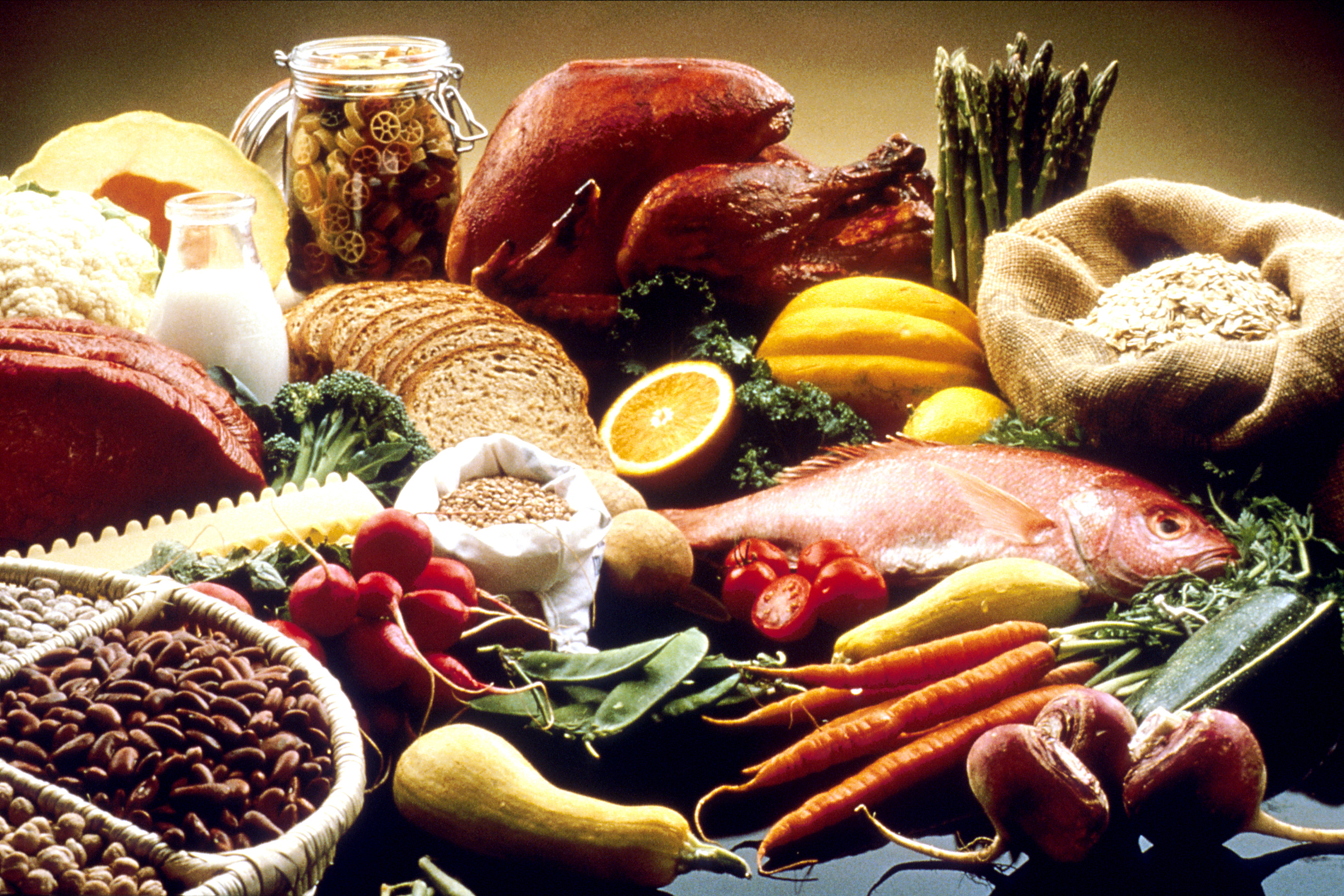
Zutaten für abwechslungsreiche Mischkost

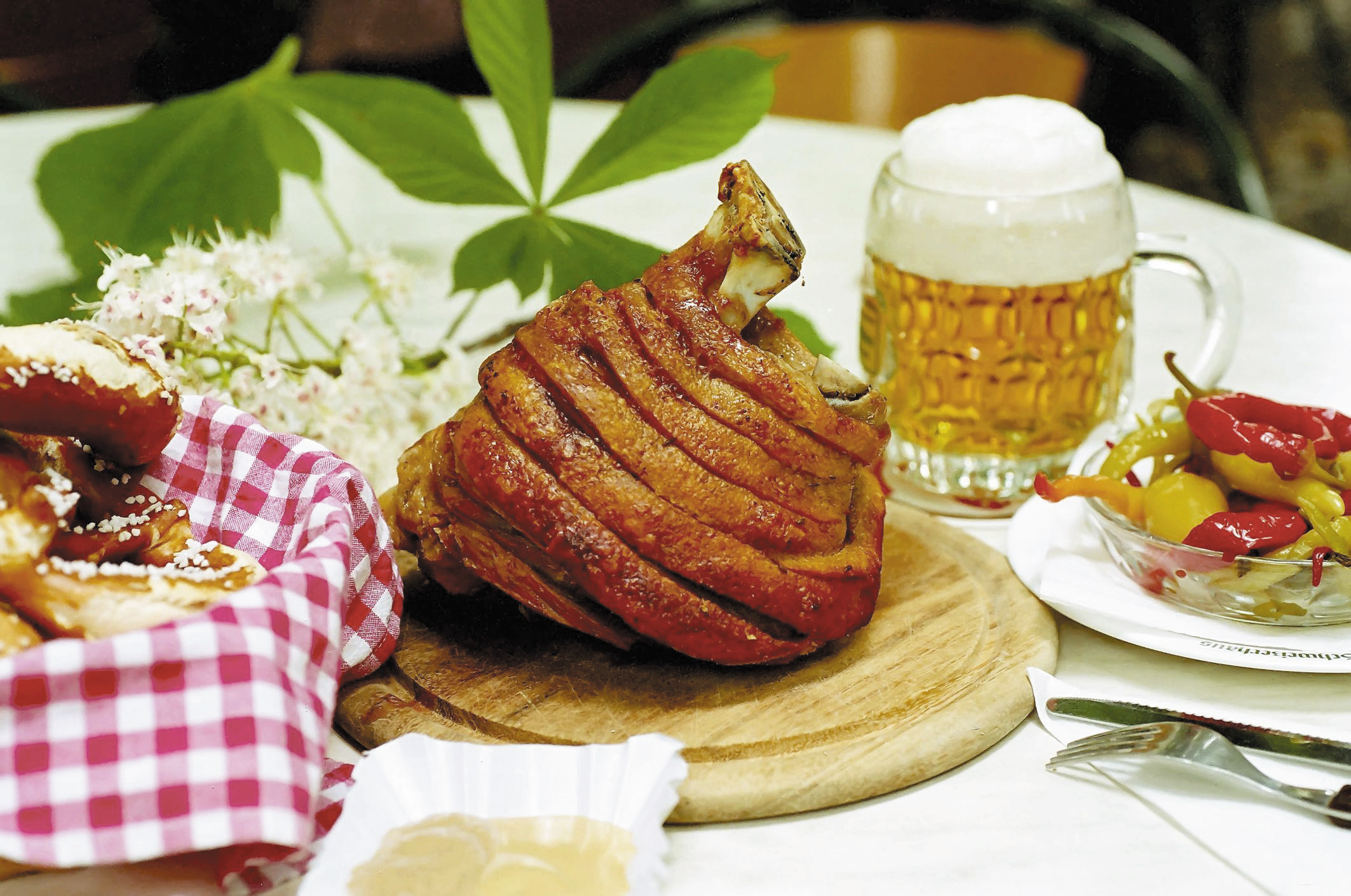
Zubereitete Speisen und Bier

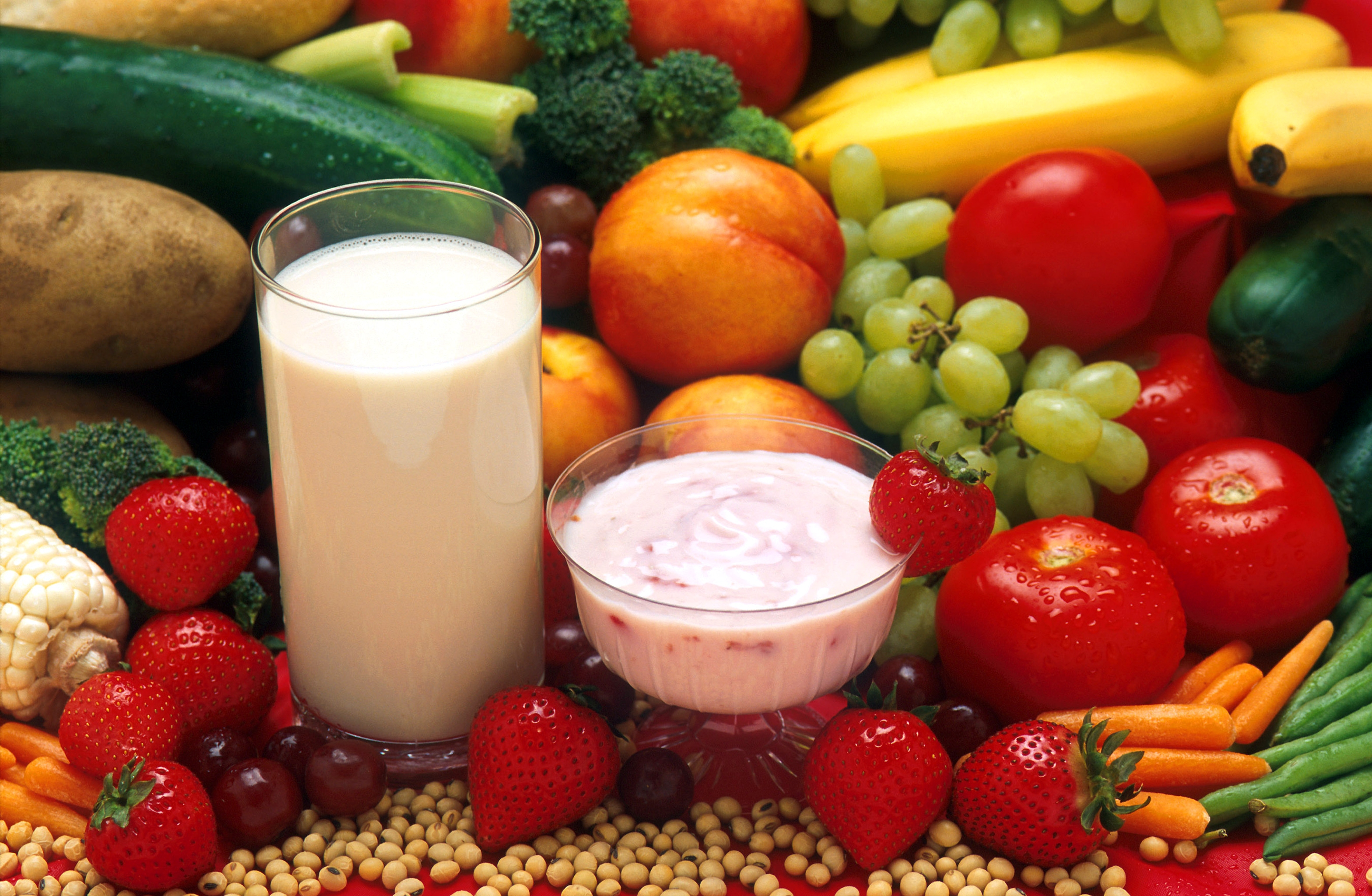
Milchprodukte, Obst, Gemüse und Hülsenfrüchte

Claus Leitzmann argumentiert, dass der Mensch zwar als Omnivor in der Lage dazu ist, tierische Nahrung zu essen, er jedoch besser an Pflanzenkost angepasst sei. Fleisch habe zwar in der menschheitsgeschichtlichen Entwicklung immer wieder eine Rolle gespielt, bspw. bei der Gehirnentwicklung, doch könne letztlich davon ausgegangen werden, dass die pflanzliche Kost in allen längeren Entwicklungsphasen mengenmäßig die größte Bedeutung hatte.
In erster Linie ist das, was der Mensch isst, wie er es zubereitet (siehe Kochkunst) und zu sich nimmt (siehe Esskultur), sowie das, was er nicht isst (siehe Nahrungstabu), von seiner Kultur abhängig; deshalb gibt es große regionale und zeitliche Unterschiede. Der Wandel von traditioneller zu westlicher Ernährung in Verbindung mit einem bewegungsarmen Lebensstil (Zunahme sitzender Tätigkeiten und abnehmende körperlicher Betätigung) hat seit den 1960er Jahren zu einer starken Zunahme von Zivilisationskrankheiten wie Adipositas und Herz-Kreislauf-Erkrankungen geführt.
Zahlreiche Ansichten, Theorien und Lehren behaupten, Empfehlungen und Vorgaben für die „richtige“ Ernährung zu propagieren. Beispiele sind die Vollwerternährung, die Rohkost-Lehre, die Low-Carb-Ernährung, die Ernährung nach den Fünf Elementen aus der traditionellen chinesischen Medizin, die Ayurveda-Lehre, der Pescetarismus, der Vegetarismus und der Veganismus, die Makrobiotik, die Trennkost-Lehre und die Steinzeiternährung. Antworten auf die Frage nach der „richtigen“ Ernährung werden durch die Diätetik wissenschaftlich erforscht. Die Deutsche Gesellschaft für Ernährung hat Regeln zur Zusammenstellung formuliert, die sie als „vollwertige Ernährung“ bezeichnet. Die USDA listet in ihren Ernährungsempfehlungen die Mediterrane Ernährung als eine von drei gesundheitsförderlichen Ernährungsweisen auf.

### Das globale Ernährungssystem
Völker, Kollektive, Regionen und/oder Zivilisationen benötigten zur Sicherstellung von Erhalt und Überleben Systeme zur Produktion und Verteilung von Lebensmitteln. Im Laufe der Globalisierung entstand ein zunehmend globales System mit weltweit verteilten Komponenten und Untersystemen der Nahrungs-Produktion und -Verteilung der gegenwärtigen menschlichen Zivilisation. Eine Transformation dieses globalen Ernährungssystems ist laut Studien entscheidend für ein Erreichen der Klimaziele des Pariser Abkommens.

## Nährstoffe
Nährstoffe werden in Makro- und Mikronährstoffe unterschieden. Makronährstoffe sind Proteine, Fette und Kohlenhydrate, die dem Körper als Energielieferant dienen. Als Mikronährstoffe bezeichnet man alle wichtigen Nahrungsmittelbestandteile, aus denen sich keine Energie gewinnen lässt, die aber für die Körperfunktionen essenziell sind, beispielsweise Vitamine, Mineralstoffe und Spurenelemente.

### Proteine

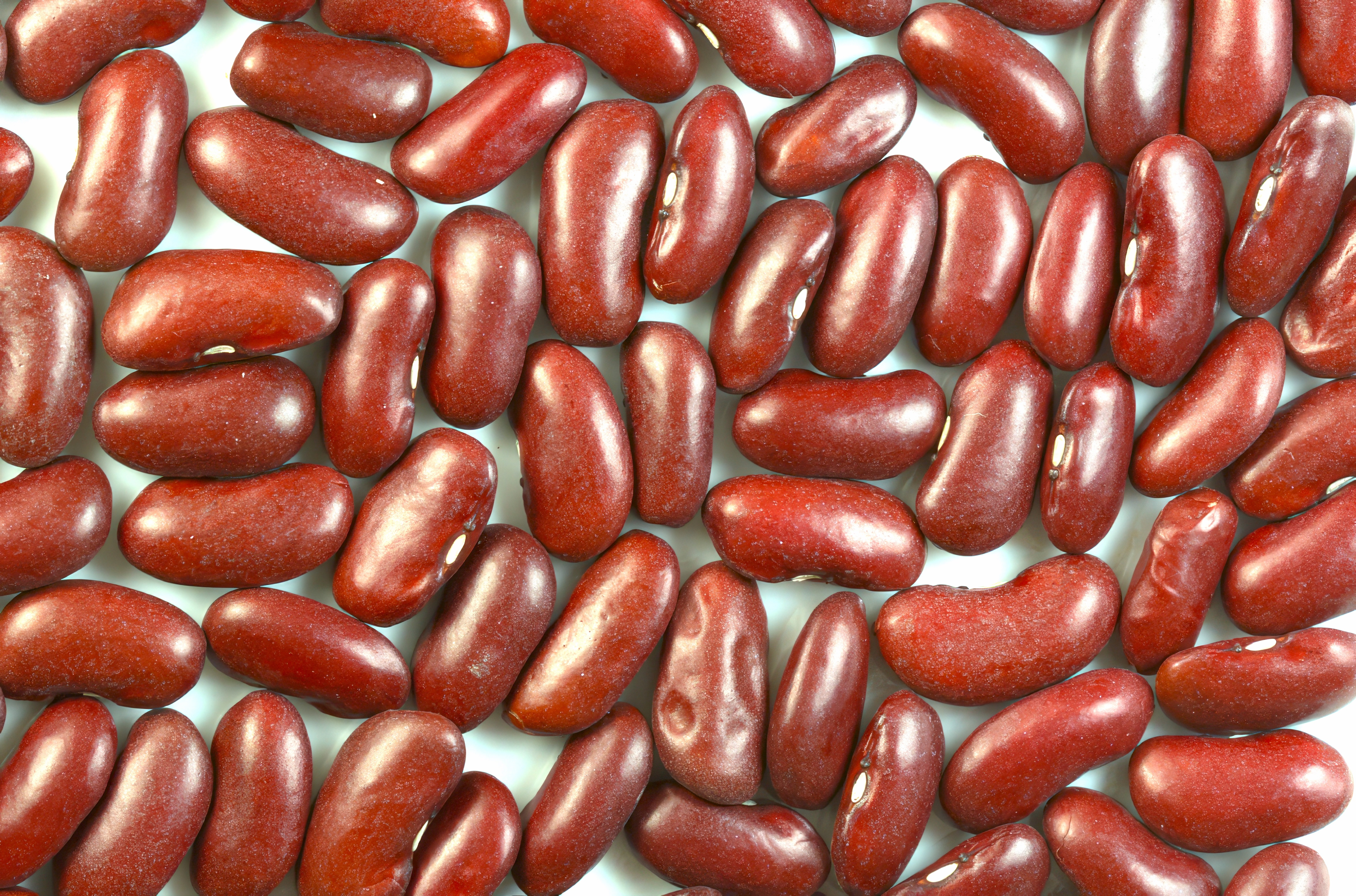
Hülsenfrüchte wie Kidney-Bohnen liefern große Mengen Eiweiß

Proteine sind vor allem für den Muskel- und Zellaufbau nötig. Auch können sie im Körper zur Energiegewinnung verwertet werden, die DGE empfiehlt hier, dass mindestens 10 % des Energiebedarfs aus Proteinen und Aminosäuren gedeckt werden. Da die Anteile der verschiedenen Aminosäuren aus tierischen Quellen eher dem Bedarf des Menschen entsprechen, besitzen tierische Quellen eine höhere biologische Wertigkeit. Die Annahme, dass 10 % reichen, trifft jedoch nur unter sehr engen Voraussetzungen zu (wenig Körpergewicht, kein Sport, keine körperliche Arbeit etc.), da für die Aufrechterhaltung der Proteinstrukturen des Körpers 0,8 g/kg Körpergewicht als angemessen gelten. Soll nun mit Training auch noch Muskelmasse aufgebaut oder im Rahmen einer Diät (Low Carb) Protein im Energiestoffwechsel eingesetzt werden, so reichen die 0,8 g/kg bei weitem nicht aus. Bis ca. 4 g/kg Körpergewicht kann die Leber am Tag verstoffwechseln. Wo dazwischen die individuell richtige Menge liegt, hängt von der körperlichen Belastung (Training) ab.
Proteinreiche Lebensmittel enthalten mindestens 10 g/100 g verzehrbare Masse. Da tierische Proteinquellen allerdings etwa in der veganen Ernährung nicht vorkommen, gilt proteinreichen Pflanzen ein besonderes Augenmerk.

### Kohlenhydrate

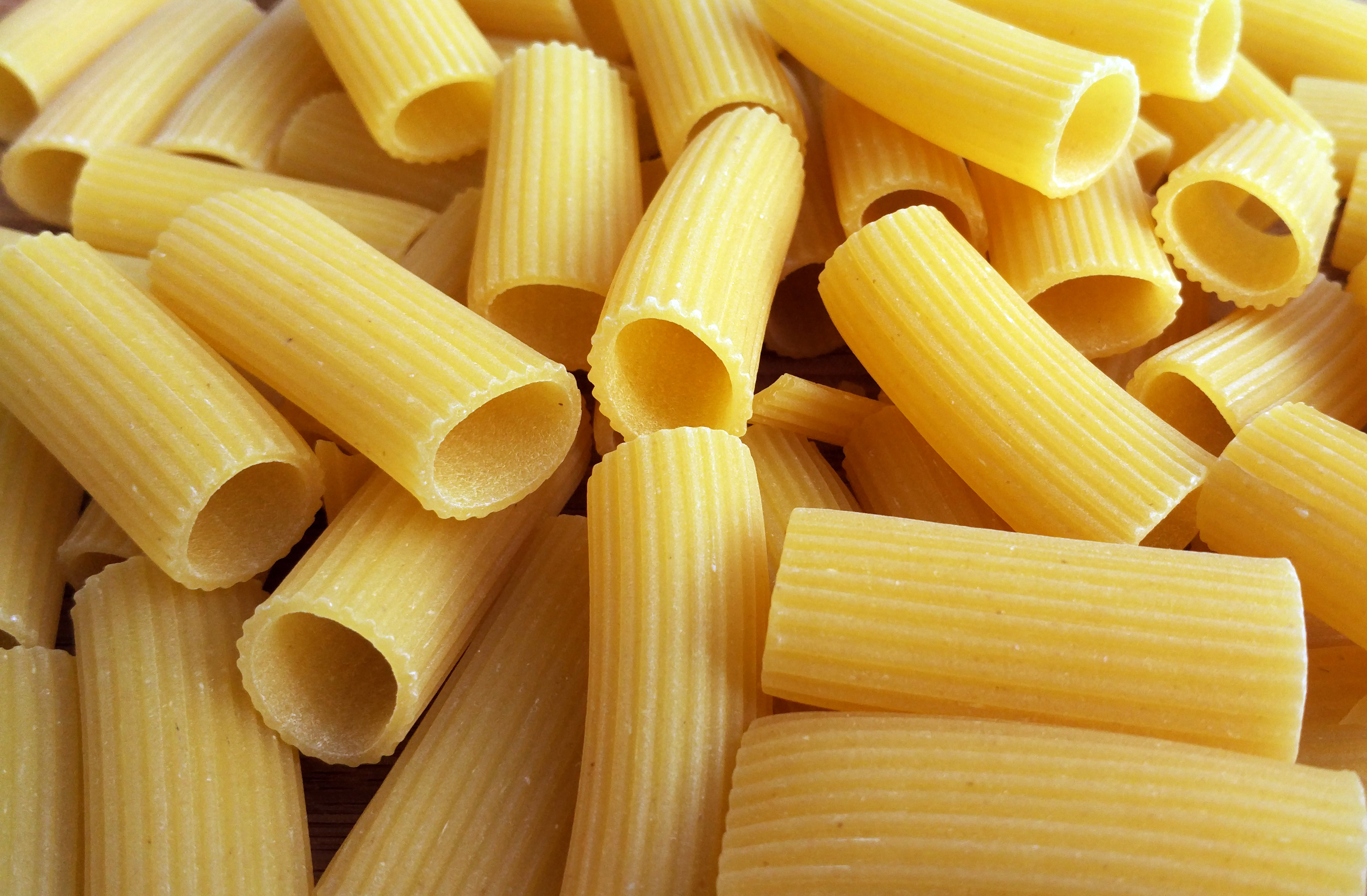
Getreideprodukte wie Nudeln sind reich an Kohlenhydraten

Kohlenhydrate stellen eine der drei Quellen der Energiegewinnung dar, sind jedoch im Gegensatz zu den anderen beiden, Proteinen und Fettsäuren, kein essenzieller Nahrungsbestandteil. Laut Empfehlung der Deutschen Gesellschaft für Ernährung (DGE) sollen 55 % des Energiebedarfs aus Kohlenhydraten gedeckt werden.
Die DGE empfiehlt vor allem Kohlenhydrate aus ballaststoffreichen Pflanzen, da diese langsamer vom Körper aufgenommen werden (niedriger glykämischer Index). Aufgrund der geringen Energiedichte ballaststoffreicher Pflanzen sind entsprechend große Mengen zu konsumieren, wodurch diese mengenmäßig die Hauptbestandteile der Ernährung ausmachen sollten.
Einfachzucker gelangen zügig ins Blut, von dort in die Zellen und bieten sich als schnell verfügbare Energiequelle an. Allerdings ist diese nicht lange im Blut verfügbar, da der Körper auf große Mengen Zucker im Blut mit entsprechend großen Mengen an Insulin reagiert. Das Insulin sorgt u. a. dafür, dass die überschüssige Energie in Form von Fett in den Fettzellen eingelagert wird. Der Regelkreislauf dafür ist recht komplex und wird im Artikel Energiebilanz der Ernährung näher erläutert.
Einer 2024 publizierten Studie zufolge wurden die Gene (AMY1-Gene) für Speichel-Amylase (α-Amylase 1), durch deren Aktivität die Verdauung von Kohlenhydraten bereits im Speichel beginnt, vermutlich bereits vor 800.000 Jahren mehrfach dupliziert. Dies hatte zur Folge, dass der Mensch in jüngerer Zeit – seit wenigen tausend Jahren – besonders große ernährungsphysiologische Vorteile aus dem Anbau von stärkehaltigen Feldfrüchten ziehen kann.

### Ballaststoffe

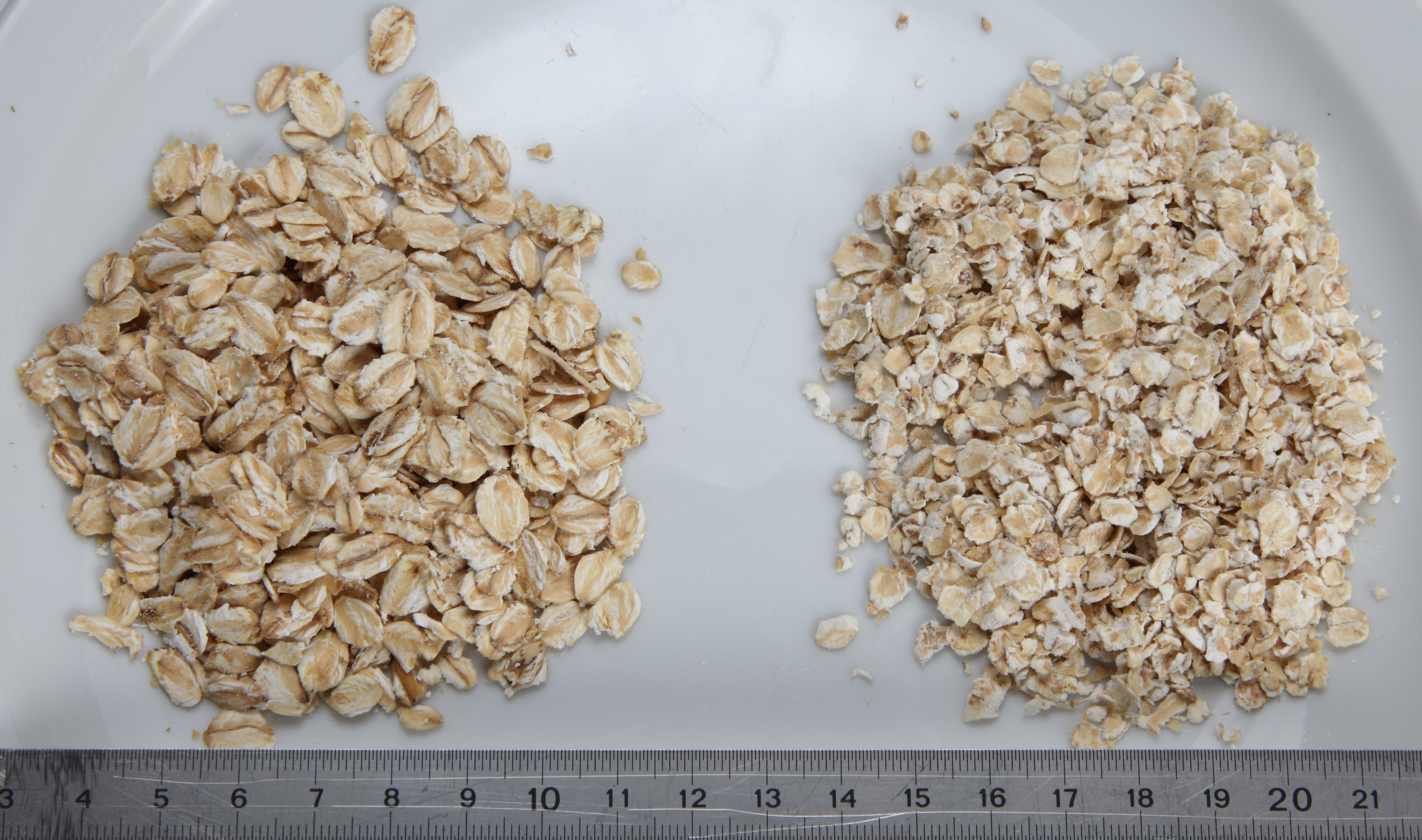
Größere Mengen Ballaststoffe sind z. B. in Haferflocken enthalten

Als Ballaststoffe werden weitgehend unverdauliche Nahrungsbestandteile – hauptsächlich pflanzliche Kohlenhydrate – bezeichnet, die vom Menschen gar nicht oder nicht vollständig verdaut werden können und aus denen deshalb im Verdauungstrakt keine oder fast keine Energie gewonnen werden kann. Ballaststoffe sind, anders als die Bezeichnung nahelegt, kein überflüssiger „Ballast“, sie unterstützen vielmehr die Verdauung der Nährstoffe und fördern zusammen mit ausreichend Flüssigkeit die Peristaltik des Darms. Die DGE empfiehlt, mindestens 30 g Ballaststoffe am Tag aufzunehmen.

### Fette

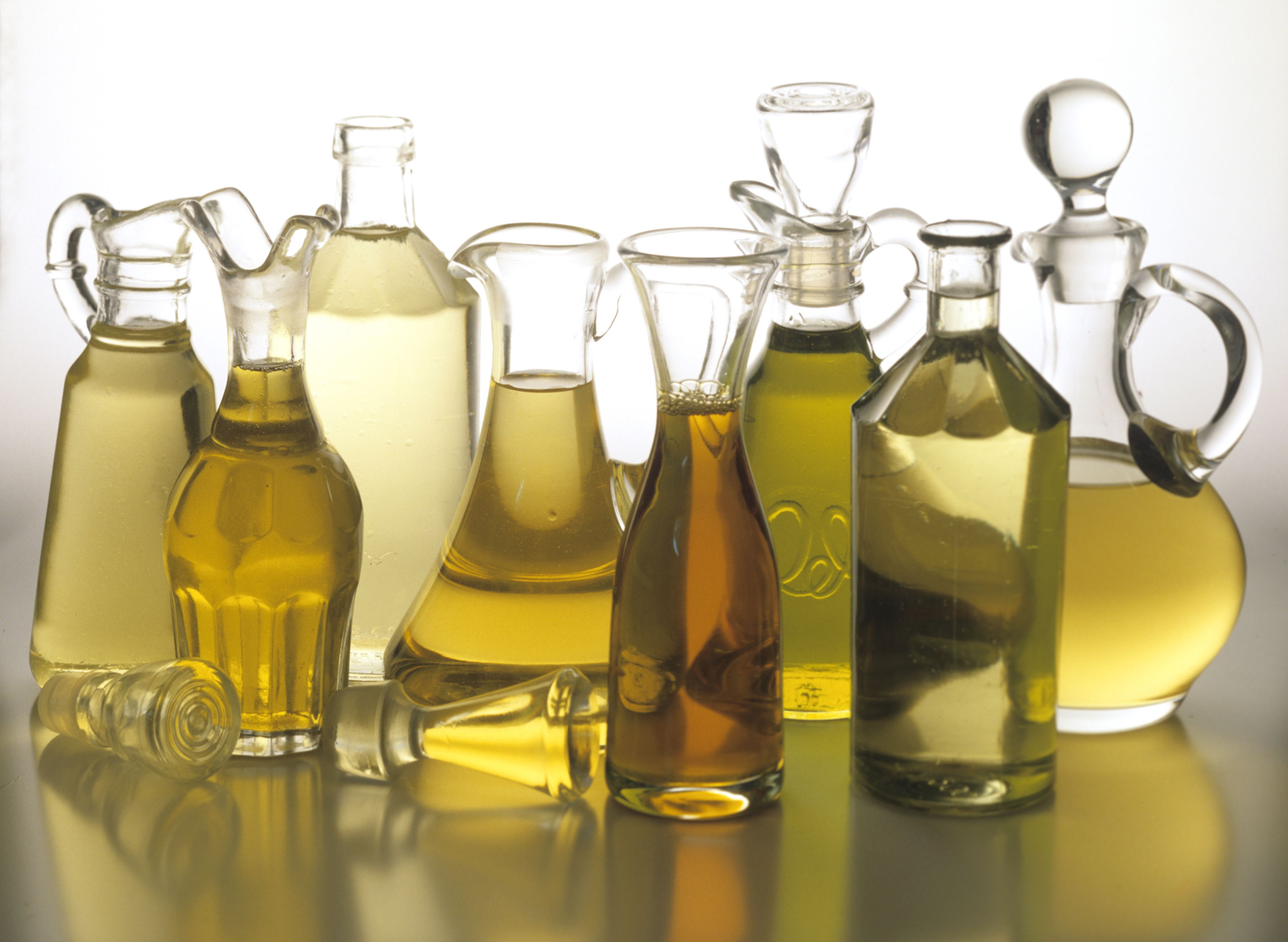
Pflanzenöle liefern Fette

Da Fette eine sehr hohe Energiedichte besitzen, werden vom Körper geringere Mengen an fetthaltigen Lebensmitteln benötigt, um Energie zu gewinnen. Einige wenige Fettsäuren sind essenziell und dienen der Synthetisierung weiterer Substanzen.
Fette sind der Hauptbestandteil von Biomembranen und dienen auch der Energiegewinnung. Es kommen viele Fettsäuren in der Natur vor, aber unter den Gesichtspunkten der menschlichen Ernährung sind folgende Klassen von Fettsäuren relevant:
- Unterscheidung anhand der Sättigung: gesättigte, (cis-)einfach ungesättigte und (cis-)mehrfach ungesättigte Fettsäuren
- Unterscheidung anhand der Lage der ersten Doppelbindung: Omega-3- und Omega-6-Fettsäuren
- Unterscheidung anhand der Kettenlänge: kurz- und mittelkettige Fettsäuren werden anders verdaut als langkettige Fettsäuren; dieser Umstand ist für gesunde Menschen unwichtig, spielt jedoch bei gewissen Krankheiten eine Rolle
- die essenziellen Fettsäuren sind: Linolsäure (LA) und α-Linolensäure (ALA) bzw. Arachidonsäure (AA), Eicosapentaensäure (EPA) und Docosahexaensäure (DHA)

Essenzielle Fettsäuren sind Fettsäuren, die der Körper nicht selbst aus anderen Stoffen herstellen kann, sondern durch die Nahrung aufgenommen werden müssen, und gehören damit – neben den Essenziellen Aminosäuren und einigen Mineralien – zur Gruppe der Essenziellen Stoffe. Die Essenziellen Fettsäuren sind Linolsäure (eine Omega-6-Fettsäure) und α-Linolensäure (eine Omega-3-Fettsäure).
Die essenziellen Fette sind am Transport von Nährstoffen und Stoffwechselprodukten beteiligt und werden damit auch für die Regeneration der Zellen benötigt. Die Omega-3-Fettsäuren werden hierbei insbesondere für den Herzkreislauf, das Immun- und das Nervensystem benötigt. Ein Mangel an Omega-3-Fettsäuren kann Krankheiten wie hohen Blutdruck, hohe LDL-Cholesterinwerte, Herzerkrankungen, Diabetes mellitus, Rheumatoide Arthritis, Osteoporosis, Depression, Bipolare Störung, Schizophrenie, Aufmerksamkeitsdefizit, Hautkrankheiten, entzündliche Darmerkrankungen, Asthma, Darmkrebs, Brustkrebs und Prostatakrebs begünstigen.
Bei den Omega-3 Fetten gilt es zudem zu beachten, dass pflanzliche Quellen α-Linolensäure (ALA) enthalten, während Fisch oder Algen Eicosapentaensäure (EPA) und Docosahexaensäure (DHA) liefern. Gesundheitliche Vorteile ergeben sich sowohl durch die pflanzliche als auch die tierische Variante, da der menschliche Körper enzymatisch ALA in EPA und EPA in DHA umwandeln kann. Ein gesundheitlicher Vorteil durch die Ergänzung von Omega-3 über die Einnahme von Fisch- oder Algenölkapseln ist hingegen nicht nachgewiesen.
Die Fette werden auch für Ausdauersport benötigt. Da der Körper nur eine geringe Menge an Kohlenhydraten speichern kann, können bei entsprechender sportlicher Betätigung bereits nach 30 Minuten die Kohlenhydrat-Reserven aufgebraucht sein. Für längere Betätigung greift der Körper auf Fette zu, weshalb für Ausdauersport eine höhere Menge an Essenziellen Fettsäuren konsumiert werden muss.

### Mineralstoffe
Mineralstoffe werden nach der Menge, in der sie im Körper vorkommen oder benötigt werden, unterschieden. Hierbei sind Mengenelemente im menschlichen Körper zu {\displaystyle >50\,\mathrm {\tfrac {mg}{kg}} } enthalten, während Spurenelemente in geringerer Konzentration vorkommen.

#### Mengenelemente
Elektrolyte sind elektrisch leitfähige Salze aus Mineralien. Hierbei sind insbesondere die Elemente Calcium, Chlor, Magnesium, Kalium und Natrium beteiligt. Die Salze werden in allen Körperflüssigkeiten und allen Stoffwechselvorgängen benötigt. Eine besondere Rolle spielen sie beim Transport von Nährstoffen und Stoffwechselprodukten im Blut sowie den Nervenfunktionen. Die wichtigste Verbindung ist das Kochsalz. Elektrolyte werden insbesondere über die Nieren mit dem Urin sowie durch Schweiß ausgeschieden. Bei einem hohen Konsum von Wasser mit geringem Elektrolytgehalt sowie starker körperlicher Betätigung und Hitze kann es zu einem Mangel an Elektrolyten und damit zur Wasservergiftung kommen.

#### Spurenelemente
Für den Menschen gibt es essentielle Spurenelemente, die nur in geringen Mengen zugeführt werden sollen. Sowohl ein Mangel als auch ein Überangebot kann gesundheitliche Folgen haben. Oft werden diese Elemente fälschlich als „Mineralien“ bezeichnet. Manche werden z. T. künstlich über Speisesalz zugeführt (Jod und Fluor). Das Eisen wird wegen seiner Wirkungsweise zu den Spurenelementen gezählt, obwohl im menschlichen Körper etwa 60 mg/kg enthalten sind und das Element selbst das vierthäufigste auf der Erde ist.

### Vitamine
Vitamine sind lebenswichtige organische Stoffe, die der Mensch nicht bedarfsdeckend synthetisieren kann. Vitamine müssen daher mit der Nahrung aufgenommen werden, sie gehören zu den essentiellen Stoffen. Eine Ausnahme ist das Vitamin D, das in der Haut unter Einwirkung von UV-B-Strahlung aus 7-Dehydrocholesterol gebildet werden kann.

## Wasserbedarf
Der Körper benötigt Wasser vor allem aufgrund von Verlusten durch die Atmung, für Stoffwechselvorgänge und Kühlung durch Verdunstung über die Haut. Der tägliche Wasserbedarf eines Menschen bezogen auf das Körpergewicht ρ beträgt etwa {\displaystyle 40{\tfrac {\mathrm {ml} }{\mathrm {kg} }}}.
Beispiel
Der Wasserbedarf VW einer Person P mit einer Masse mP von 80 kg beträgt pro Tag:
{\displaystyle V_{W}=\rho \cdot m_{p}=40\,{\frac {\mathrm {ml} }{\mathrm {kg} }}\cdot 80\,\mathrm {kg} =3\,200\,\mathrm {ml} =3{,}2\,l}
Da der Körper bei heißem Wetter und bei körperlicher Betätigung zusätzliche Wärme über Verdunstung abführen muss, kann der Wasserbedarf auch höher liegen. Ein Liter Wasser kann 600 kcal an Wärme durch Verdunstung abführen. Da die abzuführende Energiemenge abhängig von den Wetterbedingungen, der konkreten Betätigung und den physischen Gegebenheiten des Menschen individuell verschieden ist, stellt der angegebene Wert nur einen Richtwert dar.

## Energiebedarf
Ein Mensch benötigt in der Stunde etwa 1 kcal (= 4,1868 kJ) Energie je Kilogramm Körpergewicht an Grundumsatz.
Beispiel
Der Energiebedarf EP einer Person P mit einer Masse mP von 80 kg an einem Tag beträgt:
{\displaystyle E_{P}=1\,{\frac {\mathrm {kcal} }{\mathrm {kg\,h} }}\cdot 80\,\mathrm {kg} \cdot 24\,\mathrm {h} =1\,920\,\mathrm {kcal} \approx 8\,039\,\mathrm {kJ} }
Aufgrund von Aktivitäten hat der Körper einen zusätzlichen Energieverbrauch, den Leistungsumsatz. Der Gesamtumsatz ist die Summe aus Grundumsatz und Leistungsumsatz.
In einer ausgewogenen Ernährung sollte – über einen Zeitraum von mehreren Tagen gemittelt – etwa 55 % des Energiebedarfs aus Kohlenhydraten, mindestens 15 % aus Proteinen und 30 % aus Fetten stammen. Für Low-Carb-Diäten kann auch der Anteil der Fette höher und im Gegenzug der Anteil an Kohlenhydraten niedriger ausfallen. Die Voraussetzung bilden jedoch besonders hochwertige Fette.
| Energiequelle                                       | Vollkost      | Reduktionskost |
| --------------------------------------------------- | ------------- | -------------- |
| Kohlenhydrate                                       | 55 %          | 55 %           |
| Protein                                             | 15 %          | 15 %…20 %      |
| Fett (gesamt)                                       | 30 %          | 25 %…30 %      |
| gesättigte Fettsäuren                               | 7 %…10 %, 0 % | 7 %…10 %, 0 %  |
| einfach ungesättigte Fettsäuren                     | 10 %…15 %     | 10 %…15 %      |
| mehrfach ungesättigte Fettsäuren (Omega-6, Omega-3) | 7 %…10 %      | 7 %…10 %       |

Wird Sport oder körperlich anstrengende Arbeit ausgeübt, muss aufgrund des höheren Energieverbrauchs zusätzliche Energie zugeführt werden. Abhängig von der Intensität der Aktivität – und damit der Belastungszone – werden vom Körper unterschiedliche Energiequellen benötigt.
| Aktivitätslevel     | Belastungszone       | Protein | Fett | Kohlenhydrate |
| ------------------- | -------------------- | ------- | ---- | ------------- |
| Hohe Intensität     | Anaerobe Zone        | 3 %     | 7 %  | 90 %          |
| Mittlere Intensität | Aerobe Zone          | 5 %     | 35 % | 60 %          |
| Geringe Intensität  | Fettverbrennungszone | 10 %    | 70 % | 20 %          |

Hierbei ist
Hohe Intensität
Dauer von unter einer Stunde mit hohem Aktivitätsgrad wie schnelles Laufen (5 km bis 10 km), Basketball, Tennis, Hockey, Fußball etc.
Mittlere Intensität
Dauer von einer bis drei Stunden mit mittlerem Aktivitätsgrad wie Marathon, Triathlon, schnelles Fahrradfahren etc.
Geringe Intensität
Dauer von mehr als drei Stunden mit geringem Aktivitätsgrad wie Fahrradfahren, Wandern etc.

## Energiegehalt von Lebensmitteln
Der Energiegehalt E eines Lebensmittels berechnet sich aus der Masse m des Inhaltsstoffes multipliziert mit dessen Brennwert H. Für Proteine und Kohlenhydrate beträgt der Brennwert etwa {\displaystyle 4{,}1\,{\tfrac {\mathrm {kcal} }{\mathrm {g} }}}, während der Brennwert von Fetten etwa {\displaystyle 9{,}3\,{\tfrac {\mathrm {kcal} }{\mathrm {g} }}} beträgt. Ethanol hat einen Energiegehalt von etwa {\displaystyle 7\,{\tfrac {\mathrm {kcal} }{\mathrm {g} }}}. Der Brennwert anderer Inhaltsstoffe kann in der Praxis meist vernachlässigt werden.
Beispiel
Ein Glas mit einem Volumen VG von 200 ml mit Milch mit 3,6 % Fettanteil hat laut Verpackung einen Nährwert von 3,3 g Protein, 3,6 g Fett und 4,7 g Kohlenhydrate je 100 ml. Es soll der Energiegehalt E und die Anteile der jeweiligen Nährstoffe am Gesamtenergiegehalt ermittelt werden:
{\displaystyle E_{P}={\frac {3{,}3\,\mathrm {g} }{100\,\mathrm {ml} }}\cdot H_{P}\cdot V_{G}={\frac {3{,}3\,\mathrm {g} }{100\,\mathrm {ml} }}\cdot 4{,}1\,{\frac {\mathrm {kcal} }{\mathrm {g} }}\cdot 200\,\mathrm {ml} =27{,}06\,\mathrm {kcal} }
{\displaystyle E_{F}={\frac {3{,}6\,\mathrm {g} }{100\,\mathrm {ml} }}\cdot H_{F}\cdot V_{G}={\frac {3{,}6\,\mathrm {g} }{100\,\mathrm {ml} }}\cdot 9{,}3\,{\frac {\mathrm {kcal} }{\mathrm {g} }}\cdot 200\,\mathrm {ml} =66{,}96\,\mathrm {kcal} }
{\displaystyle E_{K}={\frac {4{,}7\,\mathrm {g} }{100\,\mathrm {ml} }}\cdot H_{K}\cdot V_{G}={\frac {4{,}7\,\mathrm {g} }{100\,\mathrm {ml} }}\cdot 4{,}1\,{\frac {\mathrm {kcal} }{\mathrm {g} }}\cdot 200\,\mathrm {ml} =38{,}54\,\mathrm {kcal} }

{\displaystyle E=E_{P}+E_{F}+E_{K}=27{,}06\,\mathrm {kcal} +66{,}96\,\mathrm {kcal} +38{,}54\,\mathrm {kcal} =133{,}1\,\mathrm {kcal} }

{\displaystyle \eta _{P}={\frac {E_{P}}{E}}={\frac {27{,}06\,\mathrm {kcal} }{133{,}1\,\mathrm {kcal} }}=20{,}33\;\%}
{\displaystyle \eta _{F}={\frac {E_{F}}{E}}={\frac {66{,}96\,\mathrm {kcal} }{133{,}1\,\mathrm {kcal} }}=50{,}31\;\%}
{\displaystyle \eta _{K}={\frac {E_{K}}{E}}={\frac {38{,}54\,\mathrm {kcal} }{133{,}1\,\mathrm {kcal} }}=28{,}96\;\%}
Es sticht hierbei deutlich hervor, dass von der Milch mit 3,6 % Fett etwas mehr als die Hälfte des Nährwertes Fett ausmacht.
Vor allem bei Personen mit Mangelerscheinungen (das heißt auch bei Adipositas) empfiehlt es sich eine überschlagsmäßige Berechnung der in einer Woche konsumierten Lebensmittel durchzuführen. Verschiedene ballaststoffreiche Gemüse mit geringer Energiedichte können und sollen in nahezu beliebiger Menge ergänzt werden.

## Ernährung in der Medizin
Mit den Besonderheiten der Ernährung bei Krankheit beschäftigt sich die Ernährungsmedizin. Bei bestimmten Krankheiten werden zusätzlich zur medikamentösen Therapie Diäten verordnet, um den Krankheitsverlauf zu begünstigen. In der Medizin unterscheidet man prinzipiell:
- Orale Ernährung: Der Patient kann sich auf natürlichem Wege, also über den Mund (oral) ernähren. Eventuell muss die Kost aber verändert, zum Beispiel passiert werden, um ihm das Essen zu erleichtern. Reicht auch dies nicht aus, kommt voll bilanzierte Trinknahrung zum Einsatz, sogenannte Astronautenkost, die den gesamten Nährstoffbedarf deckt, sofern der Patient eine ausreichende Menge davon trinkt. Bei schwerer Abwehrschwäche, etwa nach einer Chemotherapie, darf nur keimarme Nahrung verzehrt werden, um Infektionen mit Bakterien und Pilzen vorzubeugen.
- Künstliche Ernährung: Der Patient kann nicht mehr auf natürlichem Wege essen. Er muss deshalb künstlich ernährt werden. Dazu gibt es prinzipiell zwei Möglichkeiten:
  - Enterale Ernährung: Statt der normalen Nahrung wird eine für die Art der Krankheit geeignete Sondenkost über eine Magen- oder PEG-Sonde in den Verdauungstrakt eingebracht. Wann immer möglich wird dieser Zugangsweg bevorzugt, da er der natürlichen Nahrungsaufnahme am nächsten kommt.
  - Parenterale Ernährung: Die in Lösung oder Emulsion befindlichen Nahrungsbestandteile werden als Infusion über einen intravenösen Zugangsweg direkt ins Blut verabreicht. Die Industrie bietet hierzu zahlreiche Produkte an, bei denen die Nahrungskomponenten entweder selbst zusammengestellt werden können (Zwei- oder Drei-Flaschen-System) oder in einer festen Kombination (All-in-one-Lösungen, Drei-Kammern-Beutel) vorliegen.

Enterale und parenterale Ernährung können auch kombiniert werden. Wird als ausschließliche Ernährungsform eine bedarfsdeckende parenterale Ernährung eingesetzt, so spricht man von „totaler parenteraler Ernährung“.

## Probleme bei der Ernährung
Alle Tiere sind auf eine Reihe von Nährstoffen angewiesen, die ihr Körper nicht selbst synthetisieren kann. Diese Nährstoffe nennt man essenziell (lebensnotwendig). Dazu zählen auch Vitamine (lateinisch vita ‚Leben‘), sie werden in geringsten Mengen (µg/kg pro Tag) benötigt und wirken meist als Cofaktoren zu Enzymen. Während Pflanzen keine Vitamine benötigen, kann der Mensch manche Stoffe nicht selbst bilden und ist daher obligatorisch auf deren Zufuhr angewiesen. Von essenziellen Aminosäuren und den essenziellen ungesättigten Fettsäuren Linolsäure und Linolensäure benötigt der Mensch täglich größere Mengen (mg/kg pro Tag).

### Fehl- und Mangelernährung
Entspricht die Menge oder die Zusammenstellung einer Ernährung nicht den Anforderungen des menschlichen Organismus, so spricht man von Fehlernährung oder Mangelernährung. Diese Bezeichnungen werden gelegentlich synonym verwendet; Fehlernährung ist allerdings weiter gefasst als Mangelernährung, da Fehlernährung sowohl eine Unterversorgung als auch eine Überversorgung mit Nahrungsbestandteilen beschreibt. Mangelernährung bedeutet dagegen stets eine Unterversorgung mit bestimmten, essenziellen Nahrungsbestandteilen. Eine Fehlernährung durch Überversorgung, insbesondere mit Nahrungsenergie, wird im Allgemeinen mit der Ernährungssituation in Industrieländern in Verbindung gebracht, während eine Mangelernährung als typisch für Entwicklungsländer gesehen wird. Trotz der allgemeinen Überversorgungen ist die mangelhafte Versorgung mit einzelnen Nahrungsbestandteilen aber auch in Industrieländern eine häufige Krankheitsursache. Hier wird sie durch eine falsche Nahrungszusammensetzung verursacht, tritt aber auch als sekundärer Effekt, zum Beispiel als Folge krankheitsbedingter Malabsorption auf. Spezielle Ernährungsformen wie Vegetarismus sind dagegen an sich keine Ursache von Mangelernährung, sie sind, im Gegenteil, oft sogar mit einem besseren Ernährungsstatus verknüpft.
In den Industrieländern ist die Überernährung, als häufigster Faktor der Fehlernährung, für einen großen Teil der hohen und stetig steigenden Kosten im Gesundheitswesen verantwortlich. Übergewicht erhöht das Risiko von Herz-Kreislauferkrankungen und zwar sowohl direkt, als auch indirekt über die Begünstigung weiterer Risikofaktoren, wie zum Beispiel hohe Cholesterinwerte, Bluthochdruck oder Diabetes mellitus. Sowohl Über- als auch Unterversorgung mit Nahrungsenergie haben zudem einen negativen Einfluss auf das Immunsystem und reduzieren die Infektionsresistenz. Unter den Mangelernährungen ist die Protein-Energie-Malnutrition (PEM), mit den Krankheitsbildern Marasmus und Kwashiorkor, die häufigste Form der Fehlernährung und vor allem in industriell weniger entwickelten Ländern anzutreffen. Weitere in größerem Umfang anzutreffende Formen der Mangelernährung sind Mikronährstoffmängel, insbesondere Anämien sowie Vitamin-A- und Jodmangel. Seltener treten dagegen der Vitamin-D-Mangel mit dem Krankheitsbild der Rachitis, der Vitamin-C-Mangel (Skorbut), Thiaminmangel (Beriberi) und Niacinmangel (Pellagra) auf.

### Ernährungsbedingte (alimentäre) Krankheiten
Fehl- und Mangelernährung können ihrerseits Krankheiten verursachen oder begünstigen, etwa Skorbut bei Vitamin-C-Mangel, Beriberi bei Vitamin-B1-Mangel oder Diabetes mellitus bei Adipositas (starkem Übergewicht). Für diese und andere Krankheiten, vor allem für die Mangelerkrankungen, ist der Zusammenhang mit Fehl- oder Mangelernährung wissenschaftlich bewiesen.
Des Weiteren gibt es eine große Zahl an Krankheiten, insbesondere die Zivilisationskrankheiten, für die diskutiert wird, ob sie durch die moderne Ernährungsweise zumindest mitverursacht werden, zum Beispiel Arteriosklerose, Bluthochdruck und Krebs. Einen wissenschaftlichen Nachweis dieser Annahme gibt es bisher nur für wenige Erkrankungen. Generell sind Zusammenhänge zwischen Ernährung und Krankheit, methodisch bedingt, schwierig nachzuweisen. Für die meisten Zivilisationskrankheiten gibt es höchstwahrscheinlich nicht nur eine einzige Ursache, sondern eine Kombination von Ursachen, darunter genetische Veranlagung, unzureichende körperliche Aktivität, Ernährung und Umwelteinwirkungen.

## Ernährungspolitik
Im globalen Maßstab befasst sich die Food and Agriculture Organization (FAO) der Vereinten Nationen (UNO) mit für die Menschheit zentralen ernährungspolitischen Fragen. Besonders in den sogenannten Entwicklungsländern bekämpft die FAO mit unterschiedlichen Projekten Mangel- und Unterernährung. Dabei werden auch traditionelle Nahrungsquellen neu erschlossen, wie im Projekt Edible Forest, das in tropischen und subtropischen Regionen für den Verzehr von Insekten zur ausreichenden Versorgung mit tierischem Eiweiß wirbt. Auch in puncto Umweltschutz ist unsere Ernährung keineswegs von geringer Bedeutung: ein Drittel der weltweit verursachten Treibhausgas-Emissionen ist auf nicht-nachhaltigen Anbau von Lebensmitteln zurückzuführen. Dabei spielt der hohe Fleischkonsum westlicher Länder eine besonders verheerende Rolle, da die benötigte Menge an Getreide für die zum Teil jahrelange Fütterung eines Masttiers bis zum Zeitpunkt der Schlachtung in keinem Verhältnis zu dem daraus gewonnenen Fleisch steht.
In Deutschland spielt sowohl auf Bundesebene als auch auf der jeweiligen Landesebene das Thema Ernährung politisch eine Rolle. Während es gegenwärtig auf Bundesebene beim Bundesministerium für Ernährung und Landwirtschaft angesiedelt ist, gibt es in den Bundesländern unterschiedliche Zuständigkeiten, teilweise ist es dort dem Verbraucherschutz zugeordnet. Wichtigste Entwicklung in der Ernährungspolitik ist der Nationale Aktionsplan IN FORM – Deutschlands Initiative für gesunde Ernährung und mehr Bewegung. Es handelt sich dabei um eine gemeinsame Initiative von Bund, Ländern und Kommunen zur Verbesserung des Ernährungs- und Bewegungsverhaltens der gesamten deutschen Bevölkerung. Koordiniert wird dieser auf Kabinettsbeschluss von Juni 2008 beruhende Aktionsplan auf Bundesebene in Ernährungsfragen vom BMELV mit Sitz in Bonn.